# 4:44 (singolo)
4:44 è un singolo del rapper statunitense Jay-Z, pubblicato nel 2017 ed estratto dall'album omonimo.
Nell'ambito dei Grammy Awards 2018 la canzone ha ricevuto due candidature, nelle categorie "Song of the Year" e "Best Rap Performance".

## Tracce
- Download digitale

1. 4:44 – 4:44 (Shawn Carter, Dion Wilson, Kanan Keeney)

## Classifiche
| Classifica (2017) | Posizione massima |
| ----------------- | ----------------- |
| Regno Unito       | 73                |
| Stati Uniti       | 35                |